# 黑色电影
黑色电影（法語：Film noir）是電影界用語，多指好莱坞侦探片，特别是強調善惡劃分不明確的道德觀与來自於性的動機的题材。一般認為，好莱坞经典黑色电影时期從1940年代持續至1950年代末。这个时期的黑色电影带有压抑黑白片的视觉风格，源自德国表现主义电影，同时很多典型的情节以及对经典黑色电影普遍看法来自于美国大萧条时期的犯罪小说。Film noir这个词来自法语，1946年第一次被法国评论家尼諾·法蘭克使用，主要用來描述該類風格晦暗、悲觀且憤世嫉俗的此類型電影，這類電影通常將背景放在犯罪舞弊叢生的底層社會，充斥著被過去所羈絆，對未來欠缺安全感的正邪角色的無法自拔。但当时大部分美国电影业界人士并不了解这个概念。影史学家和评论界在事后才定义黑色电影；很多后来被认为是拍摄黑色电影的電影人声称當時并没有意识到在制作一个新类型的影片。

## 定義
最早經典黑色電影的五點定義包括：夢幻般的、奇怪的、性欲的、愛恨或善惡交織发生矛盾的、残酷的，但是這種定義又被認為太簡化了，不能定義黑色電影。 城市背景、黑夜、低光源照明、陰影、尤其是經由百葉窗或是緩慢的電扇投射所造成的陰影、下雨、私家偵探、俱有致命吸引力的（美麗又危險）女主角、煙霧瀰漫、攝影機的位置較低，男主角的獨白等等皆是古典黑色电影的特徵，這些手法產生一種虛無、悲觀與頹廢的氣氛。
黑色電影中有許多電影類型，如黑道電影、警察電影、社會問題電影等，並且運用許多傳統與非傳統的視覺效果。有許多影評人認為黑色電影本身是一種電影類型，也有許多人認為根本沒這回事。黑色電影常常是發生在都市裡的，但是有時又以小城、市郊、荒野、甚至公路為背景，就好像西部片不一定發生在西部一樣。同樣的，傳統上黑色電影以私家偵探為男主角，配上俱有致命吸引力（美麗又危險）的女主角，但大部分的黑色電影並沒有這兩個角色，所以黑色電影又不像黑幫電影那樣可以用角色來定義。
黑色電影也不像有怪物或是靈異事件的恐怖片、時光飛進或倒流的科幻片或唱歌跳舞的歌舞片容易定義。黑色電影比較像是已經被廣泛接受成為電影類型的脫線喜劇（Screwball Comedy），其定義只是一種概括的特質，但有一些組成的要素。這類型的電影中一定可以發現一些要素，但往往不是全部的要素都會出現在同一部電影中。 但是比起脫線喜劇，黑色電影有更廣泛的題材與內容，因而更難定義。有一些電影學者，比如湯馬仕‧夏茲(Thomas Schatz)，將黑色電影看作是一種風格，而不當作是一種類型。另一位黑色電影主題著作最多的亞連‧施爾佛(Alain Silver)雖然認為黑色電影像一般電影類型一樣，有一定的視覺效果與主題符碼，但他仍將黑色電影當作一種流通與現象。其他的影評家把黑色電影當作“情調”、“運動”或“系列”，或將某一些電影歸入一個“時期”，至今尚無共同的定論。

## 起源
黑色电影不只受到早期電影的影響，也受到巴羅克藝術與風格主義中一些具有黑白對比與「低光照明」的畫風（如明暗对照法與暗色调主义）的畫作的影響。在電影藝術中，黑色电影源自1910年代與1920年代德國表現主義電影。
黑色电影受到犯罪小說與推理小說文學的影響。早期達許·漢密特和詹姆斯·凱恩的小說作品以及《黑面具》雜誌領導這個潮流。1929年的《紅色收穫》（Red Harvest）推理小說是漢密特的第一部小說作品。黑色电影中1941年《梟巢喋血戰》與1942年《玻璃鑰匙》皆是漢密特的作品。《雙重赔偿》、《郵差總按兩次鈴》則是改編自凱恩的小說。雷蒙·錢德勒以小說《大眠》快速成名，並成為最有名的冷硬派推理小說作家。他不但小說作品（如《大眠》）被改編為黑色电影，他也成為黑色电影（如《雙重赔偿》）的編劇。漢密特與錢德勒兩人皆以私家偵探為重心，凱恩則偏重探討不是那麼有英雄氣概的主人翁的心理，凱恩的這種風格被稱為黑色小說。
黑色电影受到30年代流行的冷硬派推理小说（hard-boiled novel，或稱 pulp fiction ，低俗小說）影響，在硬派小说中呈现出和传统文学完全不同的世界，书中的侦探较老式侦探小说也有很大变化，风格更趋向现实主义。主人公多半是反英雄的，以自恋和失败的准则生活，思想方式愤世嫉俗，与世俗格格不入。如果说克里斯蒂笔下的波洛代表着优雅的上流社会侦探，那硬派小说则是关于无产者的侦探，他们出入于穷街陋巷的茶寮酒肆，连侦探自己也游走在法律和犯罪的边缘。这些硬派小说作家他们的作品被好莱坞频繁搬上银幕。 
30年代华纳的黑帮电影也对黑色电影有很多的影响，如《小恺撒》（Little Caesar）、《国家公敌》（The Public Enemy）等使这种类型趋于成熟。黑色电影中为数不少都是犯罪题材，多数取材真实。

## 三个发展时期
1. 起源（1941-1945）大家通常认为从約翰·休斯頓的影片《梟巢喋血戰》（The Maltese Falcon，1941）开始
2. 黄金时期（1946-1951）也有人认为是（1946-1956）
3. 衰落时期（1951-1958）

## 特点
1. 低调子、低角度的夜景布光。匪帮们大白天在房间里也关门闭户，底灯光。多使用明暗对比法，画面常常出现大面积阴影。运用摄影技巧，达到使人迷惑的视觉效果。总体风格压抑、封闭。
2. 斜线和垂直线的比例超过横线。斜线将银幕划分为不安定的形状，以营造出摇摇欲坠的倾斜感。画面设计总是幽闭恐怖的，门窗、楼梯的影子会把人从人群中隔开，让主角在他的世界中更显孤独。
3. 向演员和布景提供相等的照明强度，让演员隐藏在夜色中，面部往往被遮住。黑色电影中，让阴影吞没人物，人们在阴影里走来走去，形成一种宿命的绝望气氛。城市比人存在得更久，不管你追逐什么，都没有太大意义。
4. 通常会有一个美丽性感的女主角，多为蛇蝎美人（femme fatale)，危险，善于操纵，性感诱人，道德模糊，她常常代表 20 世纪中期社会对性别角色变化的焦虑。命运结局多为悲剧，作为对其野心的“惩罚”。
5. 空荡荡的城市大街，淅淅沥沥下着雨，随故事发展，雨可能会越下越大，直到情节发展到高潮。人物碰面的场所，除了街头巷尾，就是码头和船坞。
6. 使用非常复杂的叙事时空加强观者对时间流逝和宿命感的感受。影片使用迂回的时序，使观者处于时间不定向但高度风格化的世界中。

## 經典時期的黑色電影
1940年代與1950年代的黑色電影被稱為經典黑色電影。1940年的《三樓的陌生人》被稱為第一部黑色電影，但是由於這部影片不叫好也不叫座，直到幾十年後才被認是為第一部黑色電影。大多數的黑色電影是中低製作預算的B級片，因此拍起來比較沒有大製作影片的限制。除了當時美國電影法規（謀殺者不能逃避法律的制裁、除了夫妻不能在銀幕中同床等）的限制以外，許多被稱為經典黑色電影的影片包含有一定程度的在法規邊緣遊走的煽情畫面。主題上來說，黑色電影常常有蛇蝎美人，這些致命女人也成為黑色電影的焦點。

## 黑色电影
下列僅為最有名的黑色电影。

### 经典黑色电影（1940年至1959年）
美國
《梟巢喋血戰》、《羅蘭秘記》、《雙重赔偿》、《玻璃鑰匙》、《郵差總按兩次鈴》、《北非諜影》、《煤氣燈下》、《日落大道》、《尼加拉》、《迷魂記》、《死吻》、《历劫佳人》（Touch of Evil，1958）等。
其他
日本黑澤明的《野良犬》等。

### 经典西部武打黑色电影
《日正當中》

### 後經典黑色电影
美國
《緊急追捕令》、《霹靂神探》、《唐人街》、《計程車司機》、《美國舞男》、《蠻牛》、《流氓警察》（Internal Affairs）、《郵差總按兩次鈴》、《鐵面特警隊》、《第六感追緝令》、《黑色追緝令》、《冷血悍將》、《七宗罪》、《刺激驚爆點》（The Usual Suspects）、《鬥陣俱樂部》、《吻兩下打兩槍》等
其他地方
《天國與地獄》、《旺角卡門》、《墮落天使》、《扁擔·姑娘》、《寻枪》、《無間道》、《色，戒》等

### 後經典西部武打黑色电影
《殺無赦》

### 後經典心理黑色电影
《鬥陣俱樂部》、《記憶拼圖》

### 後經典科幻黑色电影
《魔鬼終結者》、《妙想天開》、《銀翼殺手》、《駭客任務》、《少數派報告》、《未來總動員》

### 後經典混合黑色电影
《蝙蝠俠》《蝙蝠俠歸來》《蝙蝠俠：開戰時刻》《V怪客》《極光追殺令》

### 後經典黑色电影風味電視影集
《法網恢恢》、《邁阿密風雲》、《警察故事 (電視劇)》、《黑道家族》、《六呎風雲》、《盾牌 (電視劇)》、《星際大爭霸2005》